# 長安 賢后伝
『長安 賢后伝』（ちょうあん けんごうでん、原題：长安诺、英題：The Promise of Chang'an）は、2020年の中国のテレビドラマ。

## 概要
五代十国時代がモデルの架空王朝を舞台に、大国の王子と惹かれ合いながらもその兄王の側室となった小国の郡主が、やがて皇太后に昇り詰めるまでの波乱の物語を描く。
物語の設定やストーリーにおいて、2002年のテレビドラマ『孝荘秘史』との類似がインターネット上で指摘されている。両作の関係について制作側は明言していないが、内部関係者を名乗る人物が『孝荘秘史の版権を購入して制作した』とインターネット上に投稿している。

## 登場人物
以下、登場人物及び国名のリンク先は、『孝荘秘史』の登場人物と、そのモデルとなった人物及び国名のwikipedeia記事である。

### 主要人物
| 役名     | 演                                   | 紹介 | 声     |
| 賀蘭茗玉 | 趙櫻子 (チャオ・インズ)              | 雍臨の郡主→蕭承睿の側室・麗妃→蕭承睿の側室・永寧殿賢妃→賢貞皇太后→太皇太后 賀蘭明晢の孫。賀蘭克用と賀蘭綰音の妹。賀蘭芸琪の従妹。蕭啓元の母。 乗馬を好む快活で聡明な少女。雍臨一の美女と言われ、幼い頃に『やがて皇后になる』と予言されている。 承煦と相愛の仲となるも彼の戦死が伝えられ、承煦の弟の承軒を守るために承睿の側室となることを受け入れる。ところが承煦の戦死は誤報であり、茗玉の入宮と前後して承煦が生還したことから、彼女の運命は過酷なものとなっていく。 | 季冠霖 |
| 蕭承煦   | 成毅 (チョン・イー) （幼少：周奥遠） | 蕭尚遠の九王子→燕王→大晟の摂政王→開義仁皇帝（追封） 母は沐王妃。蕭承軒の同母兄。蘇玉盈と可蘭の夫。 茗玉とはかつて相愛の仲で、茗玉が承睿の妃となってからも一途に彼女を想い続ける。数々の戦功を挙げた軍人でもあり、承睿の兄弟の諸王の中では最も影響力の強い王となっていく。 承睿とは親子ほどの歳の差があり、幼い頃は承睿と芸琪に可愛がられた。母の死をきっかけに、承睿への疑念を募らせていく。                                                                          | 馬正陽 |
| 蕭承睿   | 韓棟 (ハン・ドン)                    | 蕭尚遠の三王子→盛州王→大晟皇帝→大晟太宗 蕭承煦の異母兄。 政治と軍事の両面において確かな才覚の持ち主。盛州の版図を広げて国号を大晟と改め、皇帝に即位する。 自尊心が高く、父王の後継にふさわしいのは自分以外いないと当然のように考えていた。皇帝となってからは茗玉の心が得られないことに苛立ち、『皇帝が得られぬものはない』とあてつけに綰音を弄んで姉妹を苦しめるなど、傲慢な面が表出するようになっていく。                                                            | 韓棟   |

### 盛州→大晟

#### 主な王族
| 役名   | 演     | 紹介 | 声       |
| 蕭尚遠 | 王勁松 | 盛州王→大晟太祖 沐王妃の夫。蕭承礼、蕭承睿、蕭承耀、蕭承泰、蕭承孝、蕭承煦、蕭承軒の父。 承煦に目をかけ後継とするつもりでいたが、敵軍の毒矢に射られ、公式の遺詔を出す間もなく急逝。沐王妃にだけは承煦を後継としたい考えを話しており、このことが後継争いの激化と悲劇を招く。 | 王勁松   |
| 沐王妃 | 王琳   | 盛州沐王妃 蕭尚遠の王妃。蕭承煦、蕭承軒の母。 承煦を後継に望む尚遠の言葉を、唯一聞いた人物。このことを、後継者として最有力視されていた承睿に打ち明け取引を持ちかける。 | 張凱     |
| 蕭承軒 | 趙文浩 | 蕭尚遠の十王子→豫王→豫親王 母は沐王妃。蕭承煦の同母弟。 承煦との絆は固いが良くも悪くも直情的な性格で、しばしば彼に諌められる。 | 胡良偉   |
| 蕭承礼 | 何中華 | 蕭尚遠の二王子→鄭王 保身に長けるが他者を蹴落とそうという野心はなく、皇族間の争いが激化しないよう巧みに立ち回る。承睿の即位後は、皇族の長老として敬われる。 | 宝木中陽 |
| 蕭承耀 | 傅方俊 | 蕭尚遠の四王子→漢王 傍若無人な性格で承煦を敵視している。心臓病を患っている。 | 蔡壮壮   |
| 蕭承泰 | 李澤   | 蕭尚遠の五王子→衛王 承耀と行動を共にすることが多い。 | 李望松   |
| 蕭承傑 | 祝向陽 | 蕭尚遠の六王子→趙王 |          |
| 蕭承孝 | 張嘉佑 | 蕭尚遠の八王子→陳王 啓元の側室・蕭氏のおじ。承煦と啓元との対立が深まると啓元に附き、たびたび承煦を陥れるための献策をする。 | 袁銘喆   |
| 蕭啓碩 | 王璐鑫 | 益昌王 蕭承礼の長男。蕭啓翰の従弟。蕭啓元、蕭啓栄の従兄。 従軍し承煦が率いる軍営に配属され、彼を支持するようになる。 |          |
| 蕭啓達 | 徐浩傑 | 威武王 蕭承礼の次男。蕭啓翰の従弟。蕭啓元、蕭啓栄の従兄。 従軍し承煦が率いる軍営に配属され、彼を支持するようになる。 | 邵晨亮   |

#### 蕭承睿の後宮
| 役名             | 演                                         | 紹介 | 声     |
| 賀蘭芸琪         | 鄔靖靖                                     | 三王妃→盛州王妃→大晟皇后→元貞皇太后 承睿の正室。賀蘭明晢の孫。茗玉、克用、綰音の従姉。 承睿を支え、時には叱る良き妻。茗玉を可愛がり目をかけている。 | 劉暁倩 |
| 賀蘭綰音         | 劉萌萌                                     | 雍臨の郡主→西斉の世子妃→蕭承睿の側室・関雎殿貴妃 賀蘭明晢の孫。茗玉の姉で克用の妹。芸琪の従妹。 茗玉ばかりが周りから愛されていると思い込む、やや卑屈な性格。承睿を慕っていたが西斉世子の司徒昆に嫁がされ、そこで虐待を受けた経験から、悲観的かつ思い込みの激しい性格に拍車がかかる。後に承睿の側室となり寵愛を受けるが、やがて自分が茗玉から嫉妬心を引き出すための駒に過ぎないことに気づいてしまう。 | 蔡娜   |
| 喬氏             | 張墨錫                                     | 蕭承睿の側室・恵妃→蕭承睿の側室・函徳殿淑妃→皇太妃 蘇玉盈のおば。蕭啓栄の母。 | 韓嘯   |
| 良妃→徳妃→皇太妃 |                                            | 蕭承睿の側室・良妃→蕭承睿の側室・函夙安殿徳妃→皇太妃 体が弱く、廟にこもって念仏に励んでいる。 徳妃は四妃のうちの三位にあたり、四位にあたる賢妃に封じられた茗玉が最も下位であると説明される場面で、彼女の存在が語られるのみである。 |        |
| 蘭氏             | 張一鸞                                     | 蕭承睿の側室・蘭美人→蕭承睿の側室・吉光閣蘭昭儀 蕭啓翰の母。 |        |
| 蕭啓翰           | 韓承羽 (ハン・チョンユー)                  | 粛王 蕭承睿の長男。母は蘭氏。蕭啓元、蕭啓栄の異母兄。正室は蘇玉盈の妹。 承煦と同年。戦功は多いが幼いころから座学は苦手で、軽率な面がある。承睿の後継をめぐり、承煦派と朝廷を二分する派閥を築く。 蓁児に想いを寄せ、一時は真剣に側室にと望んで主の茗玉に話をつけに行くまでに至るが、その後母を告発した蓁児を許せず、距離を置くようになる。                                                            | 許凱   |
| 蕭啓元           | 趙東澤 （幼少：廖振豪） （少年：康佳澤）   | 蕭承睿の六皇子→廣陵王→大晟皇帝→大晟世祖 母は茗玉。蕭啓翰の異母弟。蕭啓栄の異母兄。司徒珍、董若萱らの夫。 承睿の遺詔により、幼くして大晟皇帝となる。幼い頃は摂政となった承煦の厳しい指導を嫌い、成長してからは親政を執れないことに苛立つようになる。さらに母と承煦の噂を耳にしたことで、承煦との関係をこじらせていく。                                                                                | 郭浩然 |
| 蕭啓栄           | 薛澤源 （幼少：董李無憂） （少年：楊景天） | 蕭承睿の七皇子→河間王→永親王 母は喬氏。蕭啓翰、蕭啓元の異母弟。 | 魏超   |
| 凌蓁児           | 梁婧嫻 (リャン・ジンシェン)                | 茗玉の侍女。 雍臨に近い亡国の大臣家の娘。かつて家族を亡くしたところを茗玉に救われ、彼女に忠誠を誓う。元の身分が高いため、現在も他の侍女たちより位が高く、茗玉とも姉妹のようにくだけた話し方をする。啓翰に言い寄られ、戸惑いつつも憎からず思っていたが、ある事件で茗玉を庇い蘭昭儀を告発したため、溝が生まれてしまう。                                                                                |        |
| 鈴児             | 張茜                                       | 茗玉の侍女。 | 劉雨斯 |
| 李ばあや         | 譚琍敏                                     | 茗玉が啓元を出産する際、承煦が遣わせた産婆。そのまま茗玉と啓元に仕える。 | 李佳思 |
| 歌児             | 丁思宇                                     | 芸琪の侍女。 | 高啓帆 |
| 恵児             | 董慧                                       | 茗玉に仕える侍女だったが、出過ぎた行いを叱責され綰音の侍女となった。茗玉を逆恨みし、綰音をけしかける。 | 吟良犬 |
| 雯児             | 卜祉亦                                     | 綰音の侍女。 | 曾蓉   |
| 墜児             | 李夢琪                                     | 蘭氏の侍女。 |        |

#### 蕭啓元の後宮
| 役名   | 演                        | 紹介 | 声     |
| 司徒珍 | 唐瑞雪 （少女期：孫夢晗） | 西斉の郡主→大晟皇后 司徒成の娘。 董若萱、陸令儀、春雨と共に少女の頃入宮し、啓元に仕えた経験がある。一国の郡主かつ皇后であるというプライドが非常に高く、若萱と令儀を見下して嫌う。                                                           | 王瀟倩 |
| 董若萱 | 楊超越 （少女期：呂晨悦） | 郡主→蕭啓元の側室・清芷殿貴妃 董易之の娘。 司徒珍、陸令儀、春雨と共に少女の頃入宮し、啓元に仕えた経験がある。後に父の任地に転居するも、身分を隠していた啓元と再会し、正体を知らぬまま相愛の仲となる。控えめで、よくわきまえた忍耐強い性格。 | 段藝璇 |
| 蕭氏   | 鄭水晶                    | 郡主→蕭啓元の側室・淑妃 承孝の姪。 司徒珍に追従する。 |        |
| 常氏   | 張耀汐                    | 郡主→蕭啓元の側室・徳妃 皇太子の母。 |        |
| 小皇帝 | 潘楚橋                    | 皇太子→大晟皇帝→大晟聖祖 母は常氏。 啓元の後を継ぎ大晟皇帝となる。 |        |
| 陸令儀 | 付夢妮 （少女期：馮悠苒） | 懐興州領主の娘。 若萱、司徒珍、春雨と共に少女の頃入宮し、啓元に仕えた経験がある。若萱の良き友人。 | 曾蓉   |
| 春雨   | 趙梓涵 （少女期：陳哚伊） | 若萱の侍女。 若萱に附いて、司徒珍、陸令儀と共に少女の頃入宮し、啓元に仕えた経験がある。 | 青泯邑 |

#### その他
| 役名   | 演                      | 紹介                                                                                               | 声     |
| 蘇玉盈 | 黄羿                    | 盛州の郡主→燕王妃→摄政王妃 喬氏の姪。 幼い頃から承煦に想いを寄せ、茗玉を敵視する。妹は啓翰の正室。 | 唐小喜 |
| 可蘭   | 趙芮菡                  | 蕭承煦の側室 雍臨出身。玉盈に嫌われて手を傷つけられた後、承煦の計らいで孺人の位を得る。            |        |
| 董易之 | 盧星宇                  | 新安王 若萱の父。大晟に帰順した梁の旧臣。                                                          | 趙震   |
| 香怡   | 何佳怡                  | 新安王妃 若萱の継母。                                                                              |        |
| 王維益 | 王建龍                  | 尚書令                                                                                             | 林柏青 |
| 徳安   | 鄢佳輝                  | 承睿の配下。                                                                                       | 劉一鳴 |
| 厳海   | 李俊逸                  | 承煦の配下。                                                                                       | 蔡傑   |
| 王勝   | 袁宏                    | 承煦の配下。                                                                                       |        |
| 南楮   | 張超                    | 承煦の配下。                                                                                       |        |
| 李文程 | 田峻丞                  | 承煦、茗玉、啓翰の師。                                                                             |        |
| 何邵勇 | 陶思源                  | 啓翰の配下。                                                                                       |        |
| 素秋   | 郭楊                    | 沐王妃の侍女。                                                                                     | 高亜亜 |
| 素汐   | 陳玥                    | 玉盈の侍女。                                                                                       | 陳洋   |
| 李満福 | 陳鏡宇                  | 承睿に仕える宦官。                                                                                 | 劉克維 |
| 王公公 | 魏勁松                  | 茗玉が追いやられた行宮の宦官。茗玉を冷遇する。                                                     |        |
| 小林子 | 馮茘軍 （少年：張良玉） | 啓元に仕える宦官。                                                                                 | 馬斑馬 |

### 雍臨
| 役名     | 演     | 紹介                                                       | 声     |
| 賀蘭明晢 | 沈保平 | 雍臨王 芸琪、克用、綰音、茗玉の祖父。                      | 宣暁鳴 |
| 賀蘭克用 | 張睿   | 雍臨世子→雍臨王 賀蘭明晢の孫。綰音、茗玉の兄。芸琪の従弟。 |        |

### 西斉
| 役名   | 演     | 紹介 | 声     |
| 司徒寅 | 王崗   | 西斉王 司徒昆、司徒成の父親。 |        |
| 司徒昆 | 黄宥明 | 西斉世子 司徒寅の長男。司徒成の兄。 綰音の最初の夫。粗暴で残忍な性格。雍臨との関係が悪化すると、腹いせに綰音を虐待するようになる。 | 文昊宇 |
| 司徒成 | 黄朋   | 西斉小郡王→西斉王 司徒寅の次男。司徒昆の弟。司徒珍の父。                                                                           |        |
| 国師   | 張弓   | 西斉の国師。 | 林強   |
| 香琴   | 江櫻子 | 綰音の侍女。 | 姜賀   |
| 林太医 | 羅霆   | 西斉王宮の侍医。 |        |

### 梁
| 役名   | 演     | 紹介                   | 声     |
| 明徳帝 | 楊晋恒 | 大梁皇帝               |        |
| 薛継   | 馬敬涵 | 梁の大臣。             |        |
| 凌峰   | 雷達   | 梁の将軍。凌麒の父。   |        |
| 凌麒   | 頼藝   | 梁の将軍。凌峰の息子。 | 姜広涛 |
| 陳文摯 | 楊承茗 | 梁の将軍。             |        |
| 洪広志 | 姜震昊 | 薛継の副将。           |        |

### 西蜀
| 役名   | 演   | 紹介         |
| 張開元 | 呉斌 | 西蜀の将軍。 |

### 西越
| 役名   | 演     | 紹介                                                           |
| 李嗣同 | 沈雪煒 | 承煦が降伏させた智将。後に反乱を起こし大晟に対して兵を挙げる。 |